# Michael Chabon
Michael Chabon (Washington D. C., 24 de mayo de 1963) es un escritor estadounidense de ascendencia judía. Su novela Las asombrosas aventuras de Kavalier y Clay fue galardonada con el Premio Pulitzer de Ficción en 2001.

## Primeros años
Hijo de Robert S. Chabon, abogado y médico, y de Sharon Chabon, de profesión abogada, creció en la localidad de Columbia en Maryland. 
Chabon no quiso ser escritor hasta los diez años, edad a la que escribió su primer relato corto con motivo de un ejercicio en el colegio. El trabajo, que tenía como protagonista a Sherlock Holmes, recibió la nota máxima, lo que animó a Chabon a orientar su vocación hacia la literatura. 
El divorcio de sus padres un año después marcaría posteriormente su obra, siendo bastante frecuentes en sus libros temas como el divorcio y la paternidad. Otras temáticas recurrentes en su literatura son las relacionadas con los judíos estadounidenses, como la integración de esta comunidad en la sociedad y el antisemitismo. Se graduó en la carrera de arte en la Universidad de Pittsburgh y más tarde realizó un posgrado de dos años en Bellas Artes con especialización en Literatura creativa en la Universidad de California, Irvine.

## Éxitos iniciales
Su primera novela, titulada Los misterios de Pittsburg la escribió con motivo de su tesis en la UC, Irvine. Cuando la leyó su profesor, el también escritor MacDonald Harris, la envió un agente literario, quien le propuso editarla ofreciéndole la poco frecuente suma de 115 000 dólares como adelanto. Los misterios de Pitsburg se publicó en 1988, y rápidamente se convirtió en un best-seller en Estados Unidos, convirtiendo a Chabon en una celebridad literaria en su país.
Su rápida popularidad le reportó una oferta para protagonizar un anuncio publicitario de las tiendas de moda Gap y su inclusión en la lista de las cincuenta personas más atractivas que elabora la revista People, negándose a participar en ambas propuestas.
En 1991 se editaría una recopilación de relatos cortos titulada Un mundo modelo, muchos de los cuales fueron publicados con anterioridad en la revista The New Yorker.

## Su segunda novela
Después del éxito de Los misterios de Pittsburg, Chabon pasó cinco años trabajando en su segundo proyecto, al que llamó Fountain City. Se trataba de una ambiciosa obra que giraba alrededor de un arquitecto que construye un campo de béisbol perfecto en Florida. Escribió más de 1.500 páginas que acabó resumiendo en 672 para entregárselas a su agente, quien después de leerlas no dio su visto bueno a la obra.  
Tras abandonar el proyecto y pasar por una pequeña crisis creativa, comenzó a escribir la que sería definitivamente su segunda novela, Chicos prodigiosos, en la que se basaría en sus experiencias con Fountain City para contar la historia de un escritor frustrado que pasa varios años escribiendo una novela. En el año 2000 fue estrenada la adaptación cinematográfica de esta obra, dirigida por Curtis Hanson y protagonizada por Michael Douglas, Tobey Maguire y Frances McDormand; Bob Dylan obtuvo el Oscar por mejor canción original ("Things have changed") por esta película.

## Obra reciente
En 1999 salió a la venta su segunda colección de relatos, titulada Jóvenes hombres lobo -publicada en español en 2005-, y un año después se editó Las asombrosas aventuras de Kavalier y Clay, una novela acerca un dibujante de historietas y un escritor ambientada en los inicios de la industria del cómic en Estados Unidos, y que fue galardonada con el Premio Pulitzer a la mejor obra de ficción en 2001. 
Aprovechando el éxito de esta novela, Chabon hizo una incursión en el cómic con una antología de carácter trimestral basada en El Escapista, personaje creado por los dos protagonistas de Las asombrosas aventuras de Kavalier y Clay. La serie, que se llamó The Amazing Adventures of the Escapist fue publicada en Dark Horse Comics y ganó en 2005 el Premio Eisner a la Mejor Antología y dos Premios Harvey a la Mejor Antología y a la Mejor Serie Nueva.
En 2003 se publicó Summerland, una novela juvenil que recibió críticas dispares a pesar de ganar el Mythopoeic Fantasy Award y de convertirse un éxito de ventas en su país. Su siguiente trabajo, titulado La solución final, se publicó en 2005, y en él narra una investigación llevada a cabo durante los últimos años de la Segunda Guerra Mundial por un anciano del que no se sabe el nombre y que muy probablemente podría ser Sherlock Holmes.
A pesar de no haberse traducido aún al español, Chabon también ha escrito una novela que ha sido publicada en quince capítulos en la revista The New Yorker entre enero y mayo de 2007 y que llevó por título Gentlemen on the Road. En mayo del mismo año salió a la venta en EE. UU. su última novela, El sindicato de policía yiddish (The Yiddish Policemen's Union), en la que el escritor conjetura sobre un ficticio colapso de Israel en 1948 que hubiera llevado a los judíos europeos a establecerse en Alaska.

## Vida personal
Chabon contrajo matrimonio en 1987 con la poeta Lollie Groth. Tras el éxito de su primera novela, se publicó en la revista Newsweek un artículo sobre los escritores gays más prometedores, en el que se incluyó por error a Chabon debido a la bisexualidad del protagonista de su libro. Posteriormente, el escritor declararía al New York Times su alegría por este malentendido, ya que gracias a él se ganó la fidelidad del público gay.[cita requerida] Su matrimonio con Groth terminaría en 1991 a causa de los problemas que conllevaron su temprano éxito. 
Dos años más tarde se casaría con la también escritora Ayelet Waldman, con la que se estableció definitivamente en Berkeley, California y con la que ha tenido cuatro hijos.

### Novelas
- Los misterios de Pittsburg (The Mysteries of Pittsburgh, 1988), trad. de Marcelo Cohen, publicada por Mondadori en 1988.
- Chicos prodigiosos (Wonder Boys, 1995), trad. de Mauricio Bach, publicada por Anagrama en 1997.
- Las asombrosas aventuras de Kavalier y Clay (The Amazing Adventures of Kavalier & Clay, 2000), trad. de Javier Calvo, Mondadori en 2002. Premio Pulitzer de ficción y finalista del Premio del Círculo de Críticos Nacional del Libro.
- La solución final (The Final Solution, 2004), trad. de Javier Calvo, publicada por Mondadori en 2007.
- El sindicato de policía yiddish (The Yiddish Policemen's Union, 2007), trad. de Javier Calvo, publicada por Mondadori en 2008. Premios Nébula, Hugo, Locus, Sidewise e Ignotus.
- Gentlemen of the Road (2007). Publicada en 50 entregas en el The New York Times Magazine. No publicada en español.
- Telegraph Avenue (Telegraph Avenue, 2012), trad. de Javier Calvo, publicada por Mondadori en 2013.
- Moonglow (Novela) (Moonglow (Novel), 2018), trad. De Javier Calvo, publicada por Editorial Catedral.

### Libros de relatos
- Un mundo modelo (A Model World and Other Stories, 1991), trad. de Mariano Antolín Rato, publicada por Anagrama en 1995 y DeBolsillo en 2003.
- Jóvenes hombres lobo (Werewolves in Their Youth, 1999), trad. de Javier Calvo, publicada por Mondadori en 2005.

### Novela juvenil-adulta
- Summerland (2002). No publicada en español.

### Libro infantil
- The Astonishing Secret of Awesome Man (2011) (ilustrador: Jake Parker). No publicada en español.

### Colección de ensayos
- Maps and Legends (2008). No publicada en español.
- Manhood for Amateurs (2009). No publicada en español.